# Alexander Nikolajewitsch Kljukin

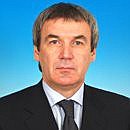
Alexander Nikolajewitsch Kljukin

Alexander Nikolajewitsch Kljukin (russisch Александр Николаевич Клюкин; * 5. Juli 1957 in Uschur, Region Krasnojarsk, RSFSR, UdSSR) ist ein russischer Politiker, Journalist und ehemaliger Duma-Abgeordneter.

## Leben
Kljukin schloss 1985 sein Studium an der Lomonossow-Universität Moskau mit dem Fachgebiet Journalistik ab. Anschließend war er als Journalist und Parteifunktionär tätig. 
Von 1990 bis 1994 arbeitete er als Reporter und Moderator einer Nachrichtensendung beim regionalen TV-Sender der Oblast Krasnojarsk. 1994 gehörte er zu den Mitbegründern des TV-Senders "TWK".
1997 wurde Kljukin zum Abgeordneten der Gesetzgebenden Versammlung der Oblast Krasnojarsk gewählt. Zwei Jahre später zog er als Abgeordneter in die russische Duma und wurde in den darauffolgenden zwei Dumawahlen (2003, 2007) wiedergewählt. 
Am 10. Februar 2016 wurde Kljukin per Beschluss des Föderationsrates der Föderalen Versammlung zum Mitglied der Zentralen Wahlkommission Russlands ernannt.